# Anson Rabinbach

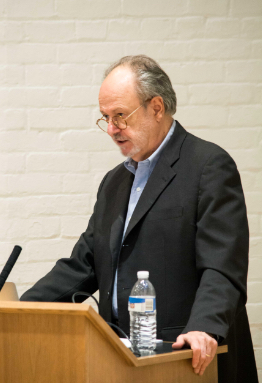
Anson Rabinbach (2019)

Anson Gilbert Rabinbach (geboren 2. Juni 1945 in New York City; gestorben 2. Februar 2025 in Rom) war ein US-amerikanischer Neuzeithistoriker.

## Leben
Anson Rabinbach studierte an der Hofstra University (B.A., 1967) und an der University of Wisconsin–Madison unter anderem bei George L. Mosse. Er hatte einen längeren Forschungsaufenthalt in Wien und wurde 1973 in Madison mit einer Arbeit über die österreichische Sozialdemokratie promoviert. Rabinbach war Guggenheim Fellow und erhielt Stipendien des American Council of Learned Societies (ACLS) und der National Endowment for the Humanities (NEH). Er gehörte 1974 zu den Gründern der wissenschaftlichen Zeitschrift New German Critique und war ihr Mitherausgeber.
Rabinbach lehrte an der Cooper Union for the Advancement of Science and Art in New York und am Hampshire College in Amherst. Er ging danach als Professor für Moderne Europäische Geschichte an die Princeton University und war dort zeitweise Direktor der European Cultural Studies.
Rabinbach erhielt 1987 den österreichischen Victor-Adler-Staatspreis für Geschichte sozialer Bewegungen.

## Schriften (Auswahl)
- The Migration of Galician Jews to Vienna. In: Austrian History Yearbook. Volume XI, Berghahn Books/Rice University Press, Houston 1975.
- The Crisis of Austrian Socialism: From Red Vienna to Civil War 1927–1934. 1979.
  - Vom roten Wien zum Bürgerkrieg. Übersetzung Wolfgang Muchitsch, Ewald Mahnschek. Löcker, Wien 1989 ISBN 3-85409-136-2.
- mit Jack Zipes (Hrsg.): Germans and Jews since the Holocaust; the changing situation in West Germany. Holmes & Meier, New York 1986.
- In the Shadow of Catastrophe: German Intellectuals between Enlightenment and Apocalypse. Univ. of California Press, Berkeley 1997.
- The Human Motor: Energy, Fatigue, and the Origins of Modernity. University of California Press, Berkeley 1992, ISBN 0-520-07827-6.
  - Motor Mensch. Kraft, Ermüdung und die Ursprünge der Moderne. Übersetzung Michael Vogt. Turia und Kant, Wien 2001.
- mit Wolfgang Bialas (Hrsg.): Nazi Germany and the Humanities. Oxford 2007.
- mit Eva Horn: Dark Powers. Conspiracies and Conspiracy Theory in History and Fiction. Special Issue New German Critique 103, Winter 2008, ISSN 0094-033X.
- Von Hollywood an den Galgen. Die Verfolgung und Ermordung des Otto Katz. In: Zeitschrift für Ideengeschichte. Heft II/1 Frühjahr 2008.
- Begriffe aus dem Kalten Krieg: Totalitarismus, Antifaschismus, Genozid. Wallstein, Göttingen 2009, ISBN 978-3-8353-0412-3.
- Staging Antifacism: „The Brown Book of the Reichstag Fire and Hitler Terror.“ New German Critique Nr. 103, in History and Literature (Winter 2008), Dark Powers: Conspiracies and Conspiracy Theorie. , pp 97-126.
- Braunbuch. In: Dan Diner (Hrsg.): Enzyklopädie jüdischer Geschichte und Kultur (EJGK). Band 1: A–Cl. Metzler, Stuttgart/Weimar 2011, ISBN 978-3-476-02501-2, S. 402–407 (Behandelt die Braunbücher 1933/34).
- mit Sander L. Gilman (Hrsg.): The Third Reich Sourcebook. University of California Press, Berkeley 2013. (enthält 400 Dokumente)